# Anomala granulata
Anomala granulata är en skalbaggsart som beskrevs av Eugène Benderitter 1927. 
Anomala granulata ingår i släktet Anomala och familjen Rutelidae. Inga underarter finns listade i Catalogue of Life.